# Zwarte komijn
Zwarte komijn (Nigella sativa), ook bekend als nootmuskaatbloem, nigella, zwart uienzaad en kalonji, is een eenjarige, kruidachtige plant uit de ranonkelfamilie.
Ondanks de naam 'zwarte komijn' heeft de plant niets te maken met de gewone komijn (Cuminum cyminum). Het heeft ook niets te maken met de in veel talen ook 'zwarte komijn' genoemde aardkastanje (Bunium bulbocastanum), die gekweekt wordt in Arabië, Afghanistan, Pakistan, Kashmir en India.

## Gebruik
In de keuken worden meestal geroosterde zaden gebruikt, omdat deze een muskaatnootachtige smaak hebben. In de Indiase, Turkse, Perzische, Egyptische en Griekse keuken worden de zaden gebruikt om brood te versieren, of gemalen om smaak te geven aan vleesgerechten.
Zwarte komijn wordt sinds de oudheid gebruikt als geneesmiddel. Het plantendeel dat het meest wordt gebruikt zijn de zaden, vooral de olie die daaruit wordt gewonnen. In het oude Egypte heeft men zwarte komijn gevonden dat was meegegeven in de graven van edelen. Enkel heel waardevolle zaken die nodig waren voor het hiernamaals werden in deze graven gelegd, waaruit het belang van zwarte komijn blijkt.
In de Tenach – in het boek van Jesaja 28:23-29 – wordt het strenge onderricht van JHWH vergeleken met het dorsen van zwarte komijn (Hebreeuws: ketzah).
Later vindt men deze plant terug bij Hippocrates en Dioscorides en via hun geschriften wordt deze plant opgenomen in kruidboeken in de Middeleeuwen.
Aboe Hoeraira heeft overgeleverd dat Mohammed gezegd zou hebben: "Gebruik zwarte komijn (Arabisch: habba as-sawda), het is een geneesmiddel tegen elke kwaal, behalve de dood". Ibn Sina (980-1037) beschrijft deze plant als energieleverancier en geschikt tegen vermoeidheid en depressiviteit. De toepassingen die hij voorschreef waren zowel uitwendig (eczeem, haaruitval) als ook inwendig (zoals incontinentie, galstenen, verstopping). Dit verklaart dat in islamitische gemeenschappen over de hele wereld zwarte komijn en in het bijzonder olie gewonnen uit deze zaden te vinden is. 

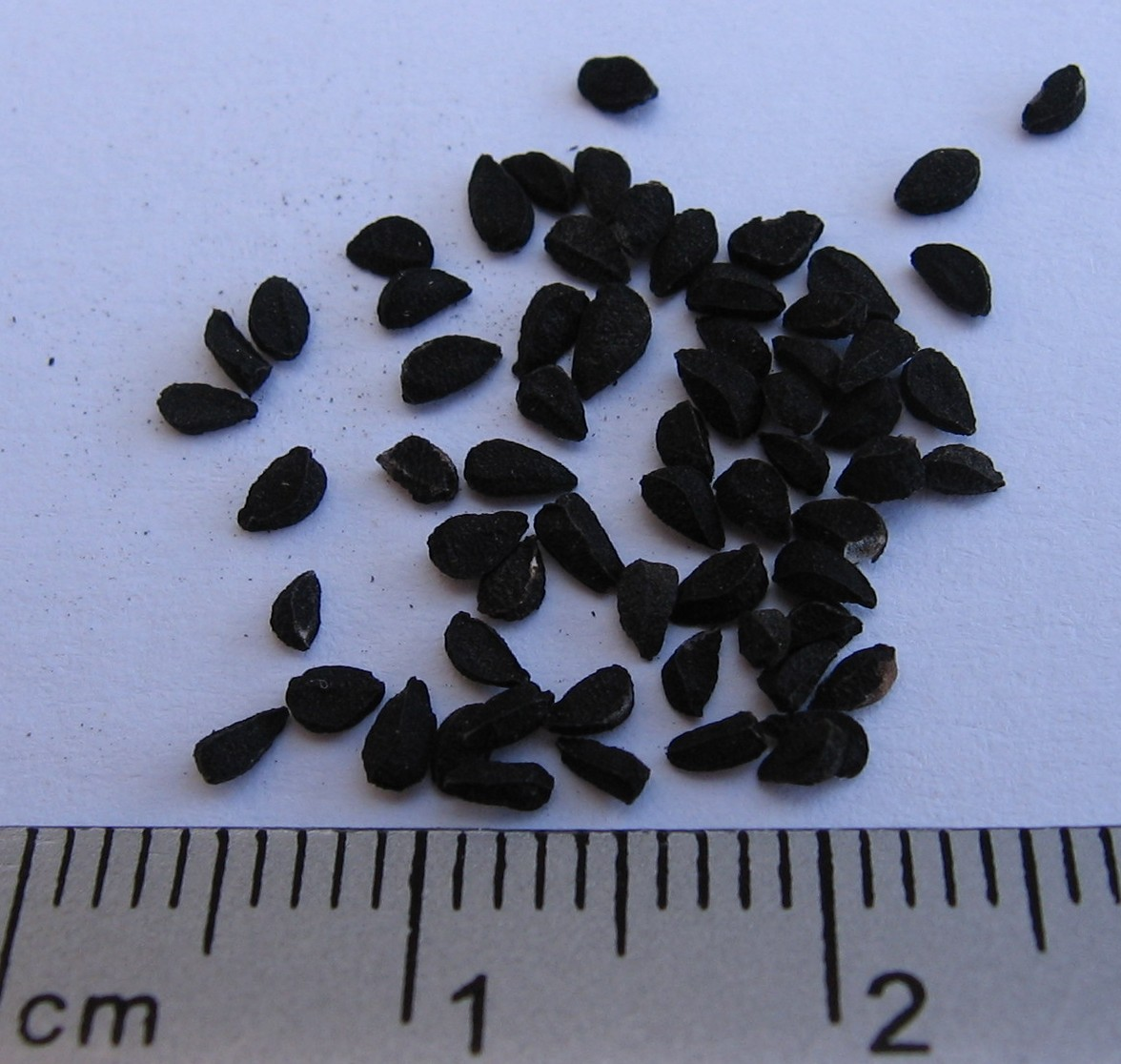
Zaden van de zwarte komijn